# La Trinidad (Nicaragua)
La Trinidad is een stad en gemeente in het Nicaraguaanse departement Estelí. De gemeente ligt ongeveer 25 kilometer ten zuiden van de stad Estelí. De gemeente telt 22.200 inwoners (2015), waarvan ongeveer 55 procent in urbaan gebied (área de residencia urbano) woont.
De gemeente is ontstaan in 1967.

## Naam
La Trinidad is Spaans voor de Heilige Drie-eenheid.

## Geografie
La Trinidad bevindt zich in een bergachtig hoogland op een hoogte van zo'n 600 meter. In de omgeving ligt een rij uitgedoofde vulkanen en de stad zelf is ingesloten tussen drie bergen, namelijk de Oyanca, La Mocuana en El Atillo. De gelijknamige rivier stroomt langs de hoofdplaats.
De gemeente heeft een oppervlakte van 270 km² en met een inwoneraantal van 22.200 bedraagt de bevolkingsdichtheid 82 inwoners per vierkante kilometer.

### Bestuurlijke indeling
De gemeente is opgedeeld in 12 microregio's, die op hun beurt weer bestaan uit verschillende gemeenschappen en gehuchten.

### Aangrenzende gemeenten
| Aangrenzende gemeenten | Aangrenzende gemeenten  | Aangrenzende gemeenten | Aangrenzende gemeenten | Aangrenzende gemeenten   |
| ---------------------- | ----------------------- | ---------------------- | ---------------------- | ------------------------ |
|                        |                         | Estelí                 |                        | San Rafael del Norte (J) |
|                        |                         |                        |                        |                          |
| San Nicolás            | Jinotega (J) Sébaco (M) |                        |                        |                          |
|                        |                         |                        |                        |                          |
|                        |                         | San Isidro (M)         |                        |                          |

### Klimaat
La Trinidad heeft een savanneklimaat met weinig neerslag; dit is het gevolg van de boskap in het gebied. De temperatuur schommelt tussen 21 en 25,5 °C

## Economie
De economie van La Trinidad is vooral gericht op de landbouw, voorname het verbouwen van maïs, bonen en meloenen. Verder wordt er in La Trinidad ook veel brood gebakken. Een deel van de bevolking werkt in het nabijgelegen Estelí, omdat er in de gemeente zelf te weinig werk te vinden is.

## Verkeer en vervoer
De plaats ligt aan een stuk van de Pan-Amerikaanse weg tussen Estelí en Sébaco en is daardoor goed bereikbaar voor bussen en auto's.

## Stedenband
La Trinidad heeft een stedenband met:
- Moers (Duitsland), sinds 1989